# عکس کثیف
عکس کثیف (به هندی: The Dirty Picture) فیلمی است محصول سال ۲۰۱۱ و به کارگردانی میلان لوتیرا است. در این فیلم بازیگرانی همچون ویدیا بالان، نصیرالدین شاه، توشار کاپور، عمران هاشمی، آنجو ماهندرو ایفای نقش کرده‌اند. این فیلم تا کنون به هیچ جشنواره ای راه نیافته‌است